# Station Javel
Javel is een station aan lijn C van het RER-netwerk gelegen in de 15e arrondissement van Parijs.

## Vorige en volgende stations
| Richting                          | Vorig station      | Lijn  | Volgend station             | Richting                                       |
| --------------------------------- | ------------------ | ----- | --------------------------- | ---------------------------------------------- |
| Versailles-Château-Rive-Gauche C5 | Pont du Garigliano | RER C | Champ de Mars - Tour Eiffel | Juvisy C10 Versailles-Chantiers C8 (via Massy) |
| Saint-Quentin-en-Yvelines C7      | Pont du Garigliano | RER C | Champ de Mars - Tour Eiffel | Saint-Martin-d'Étampes C6                      |
| Pont du Garigliano                | Pont du Garigliano | RER C | Champ de Mars - Tour Eiffel | Brétigny                                       |